# Pablo Eduardo Caballero
Pablo Eduardo Caballero Sebastiani (Montevideo, Uruguay, 21 de noviembre de 1987) es un futbolista uruguayo. Juega de mediocampista. Debutó profesionalmente en Cerro, equipo donde estuvo en varios periodos. Actualmente juega en Terremoto, en la Primera División Amateur.

## Clubes
| Club                    | País    | Año       |
| ----------------------- | ------- | --------- |
| Cerro                   | Uruguay | 2009-2011 |
| Defensor Sporting       | Uruguay | 2011-2012 |
| Cerro                   | Uruguay | 2012-2013 |
| Reggina                 | Italia  | 2013      |
| Cerro                   | Uruguay | 2014      |
| Independiente del Valle | Ecuador | 2015      |
| Racing de Montevideo    | Uruguay | 2016      |
| Cerro                   | Uruguay | 2016      |
| Murciélagos             | México  | 2017-2018 |
| Liverpool               | Uruguay | 2018-2019 |
| Cobreloa                | Chile   | 2020      |
| Sud América             | Uruguay | 2021      |
| Central Español         | Uruguay | 2022      |
| Progreso                | Uruguay | 2023-Act. |